# 歌ふ密使
『歌ふ密使』（うたうみっし、原題・英語: The Firefly）は、19世紀初頭の半島戦争を題材として1937年に製作・公開されたアメリカ映画である。同年前半に公開された『君若き頃』と同じくロバート・Z・レナードが監督、ジャネット・マクドナルドが主演している。

## キャスト
- ニナ・マリア・アサーラ：ジャネット・マクドナルド
- ドン・ディエゴ/アンドレ大尉：アラン・ジョーンズ
- ルーシュモン大佐：ウォーレン・ウィリアム
- 宿屋の主人：ビリー・ギルバート
- メリート侯爵：ダグラス・ダンブリル
- サヴァリー将軍：ヘンリー・ダニエル

## スタッフ
- 製作：ロバート・Z・レナード、ハント・ストロンバーグ
- 衣裳：エイドリアン
- 脚本：フランシス・グッドリッチ、アルバート・ハケット
- 撮影：オリヴァー・T・マーシュ
- 編集：ロバート・カーン
- 音楽・編曲：ハーバート・ストサート
- 美術：セドリック・ギボンズ
- 録音：ダグラス・シアラー